# Breonia richardsonii
Breonia richardsonii är en måreväxtart som beskrevs av Razaf.. Breonia richardsonii ingår i släktet Breonia och familjen måreväxter. Inga underarter finns listade i Catalogue of Life.